# LS cable & system
LS Cable & System (Coreano: LS전선, 엘에스전선) es una corporación industrial con base en Corea del Sur y operaciones globales. Sus productos abarcan cables y sistemas de energía y de telecomunicaciones, como también módulos integrados y otros materiales industriales relacionados. LS Cable & System ofrece, además, servicios de ingeniería, instalación y puesta en marcha de líneas de alto y extra alto voltaje, así como también ejecución de proyectos (llave en mano) de cableado submarino.

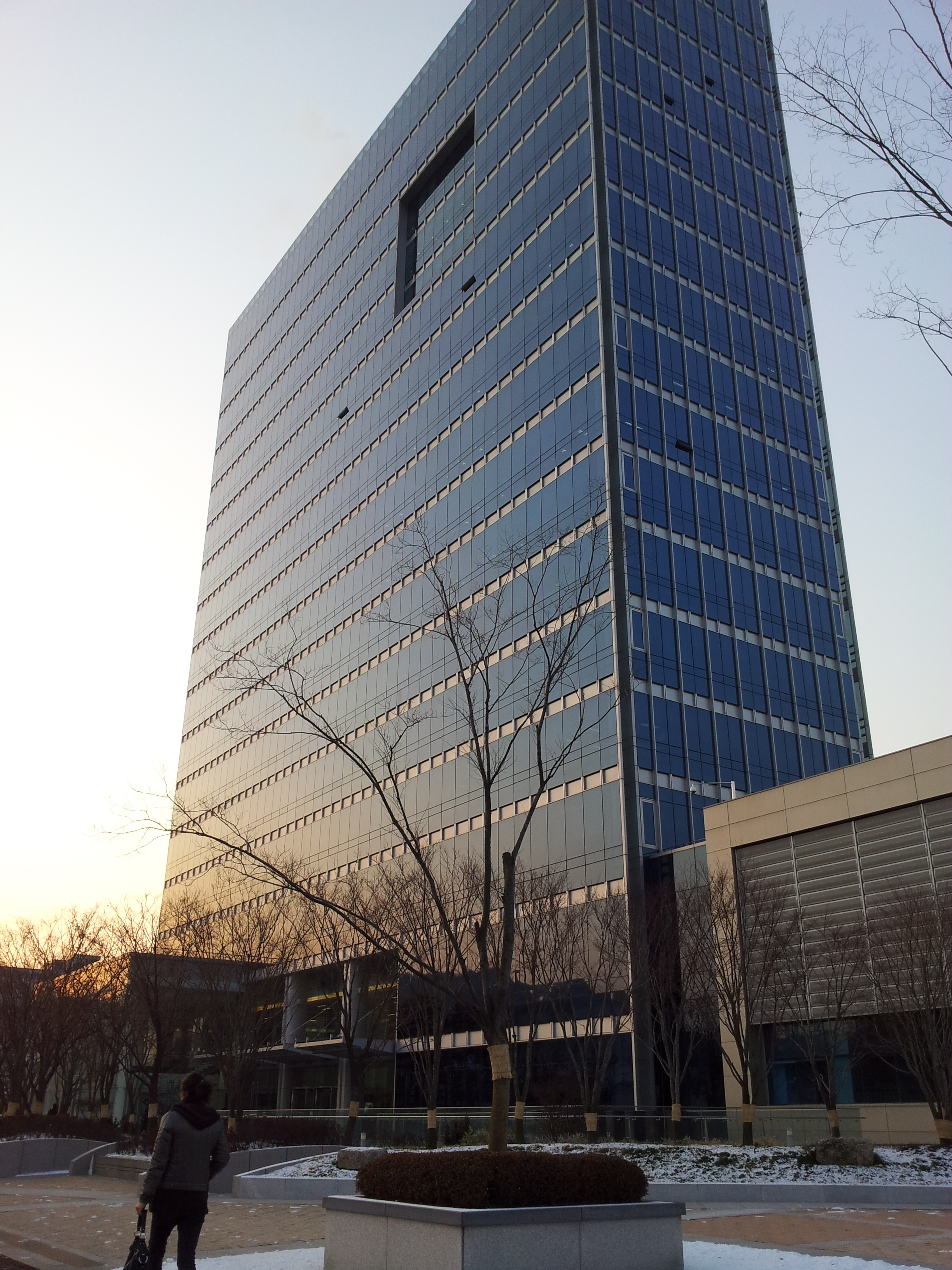
LS Tower, Sede principal de LS Cable & System en Anyang, Corea del sur

LS Cable & System (LS C&S) tiene su sede principal en la torre LS en la Ciudad de Anyang y nueve fábricas en Corea, de las cuales seis se encuentran en Gumi, dos en Donghae y una en Anyang. Adicionalmente, LS C&S tiene otras nueve fábricas en China, Malasia, Vietnam e India. Además, LS C&S es dueña de Superior Essex, un fabricante global de alambre magneto y cable de datos que cuenta con 21 fábricas situadas en América, Europa y China. Asimismo, LS C&S cuenta con cuatro sucursales y 15 Oficinas de Venta situadas en Asia, Medio Oriente, África, Europa y América. Controla a los fabricantes JS Cable, Gaeon Cable, Pountek, Global Cable Incorporated, Kospace y Alutek, todas estas empresas con fábricas en Corea.

## Historia
LS Cable & System fue fundada como Korea Cable Industry en 1962 y se convirtió en Goldstar Cable en 1969. Después fue conocida como LG Cable (LG = Lucky Goldstar), hasta que fue separada de LG Group en noviembre de 2003 para liderar una marca independiente. En marzo de 2005 fue establecida como la compañía de cables LS Cable, formando parte del nuevo grupo corporativo LS Group. El 11 de junio de 2008 LS Cable anunció la compra de la compañía Superior Essex, fabricante de alambres magneto y cables de comunicaciones con base en Atlanta. La transacción, avaluada aproximadamente en 900 millones de dólares, extiende el alcance de LSCNS en los mercados de Norte América y Europa. En marzo de 2011 LS Cable fue renombrado a LS Cable & System.

## Productos

### Cables y Sistemas de Energía
- Sistemas de transmisión y distribución de energía de baja tensión, media tensión, alto voltaje y extra alto voltaje.
- Cables submarinos, accesorios, sistemas, ingeniería, instalación y puesta en marcha.
- Sistemas y cables industriales y especiales.
- Sistemas de transmisión aéreos.
- Bus ducts y accesorios.

### Cables, componentes y soluciones para telecomunicaciones
- Fibra óptica y cables de fibra óptica.
- Aparatos y componentes.
- Cables de red y radiofrecuencia.
- FTTH e integración de sistemas

### Módulos y Cables Integrados
- Cables y módulos industriales.
- Soluciones y alambres para la industria automotriz.
- Componentes termo-encogibles (shrink tube).
- Conectores de alto voltaje.

### Materiales Industriales
- Alambres de cobre.
- Materiales de aluminio.
- Piso de goma (rubber flooring).

### Alambres magnéticos y Cable de datos de cobre
- Alambres magnéticos.
- Cables de datos de cobre.

## Sucursales

### África
- Egipto: Cairo.
- Sur África: Johannesburgo.

### América
- Brasil: Sao Paulo.
- México: Ciudad de México.
- Perú: Lima.
- Estados Unidos: Houston.

### Asia
- India: Bangalore, Madrás, Hyderabad, Calcuta, Bombay.
- Indonesia: Yakarta.
- Filipinas: Manila.
- Singapur: Singapur.
- Corea del Sur: Anyang, Busan, Daegu, Daejeon, Donghae, Gumi, Gwangju.

### Europa
- Rusia : Moscú.

### Medio Este
- Emiratos Árabes Unidos: Abu Dhabi.
- Arabia Saudita: Riad.

### Oceanía
- Australia: Sídney.

## Subsidiarias

### Asia
- China: LSHQ (En propiedad: 75'1%) en Yichang, LSIC (100%) En Peking, Shanghai, Guangzhou y Xi'an, LSCNST (87'5%) en Tianjin, LSCNSW (100%) en Wuxi.
- India: LSCNSD en Nueva Delhi, LSCNSI (100%) en Haryana.
- Japón: LSCNSJ (100%) en Tokio.
- Malasia: LSCNSM (100%) en Penang.
- Corea del sur: JS Cable Co. (69'9%), Global Cable Incorporated Co. (98'2%), Alutek Co. (100%), Pountek Co. (100%), Kospace Co. (99'2%).
- Vietnam: LS-VINA Cable & System (84'8%) en Haiphong, LSCNSV (100%) en Ciudad Ho Chi Minh.

### Europa
- Reino Unido: LSCNSU (100%) en Londres.

### Estados Unidos de Norte América
- USA: LSCNSA (100%) en Englewood Cliffs, Superior Essex (81%) en Atlanta.